# Jerečica
Jerčica je potok, ki izvira na južnem pobočju planote Pokljuka. Pred vasjo Jereka se pridruži potoku Jereka, ki se pri vasi Bitnje kot levi pritok izliva v Savo Bohinjko.  